# Stonewall Brigade
Stonewall Brigade var tilnavnet for én af de mest berømte hærenheder i sydstatshæren under den amerikanske borgerkrig. Brigaden blev uddannet af Thomas J. Jackson, professor ved Virginia Military Institute. Ved borgerkrigens begyndelse blev Jackson udnævnt til oberst og fik kommandoen over brigaden. Jacksons hårde uddannelses- og træningsprogram betød, at enheden kom til at fungere særdeles effektivt, da de for alvor kom i kamp første gang i det første slag ved Bull Run (Manassas Junction) i 1861. Brigaden udmærkede sig i stort set alle de slag, den deltog i frem i slaget ved Spotsylvania Court House i 1864.

## Brigaden etableres
Den 17. april 1861 løsrev Virginia sig fra Unionen, og man begyndte at etablere sin egen forsvarsstyrke. Den 27. april fik oberst Jackson til opgave at formere en brigade i Harpers Ferry (den gang i Virginia, i dag West Virginia). Brigaden kom til at bestå af regimenter, hvis tropper især var rekrutteret fra bebyggelserne i Shenandoahdalen eller området tæt omkring dalen, The Valley of Virginia som den også kaldes – eller bare The Valley. Jackson var selv opvokset i det vestlige Virginia, men havde boet 10 år i Lexington i dalen og holdt meget af dens indbyggere. Brigaden blev i første omgang dannet 2., 4., 5., 27., og 33. Virginia Infanteriregimenter samt Rockbridge Artillery Battery. Brigaden blev i første omgang underlagt Virginias Provisoriske Hær, men allerede 15. maj blev brigaden overført til Army of The Shenandoah, og i den 20. juli blev den underlagt Valley District. 

### Brigaden får sit navn
Brigadens officielle navn var Virginia's First Brigade, men den 21. juli deltog brigaden i det første slag ved Bull Run (Første Manassas), og her udmærkede brigaden og dens kommanderende officer, Thomas Jackson sig for første gang, og efter slaget fik såvel brigadegeneralen, som Jackson nu var udnævnt til, som brigaden tilnavnet ”Stonewall”. Navnet skyldes general Barnard Bee, som med sine tropper var hårdt trængt under kampene ved Henry Hill. Bee opildnede sine tropper ved at henvise til Jackson, der stod oppe på bakken. Den nøjagtige ordlyd af Bees udtalelse blev først nedskrevet senere, hvilket har givet anledning til en debat om betydningen, men det menes, at han sagde: "Yonder Stands Jackson Like a Stone Wall. Let’s go to his assistance. Rally behind the Virginians". Andre kilder har: "Look there stands Jackson like a stonewall. Let’s determine to die here, and we will conquer. Rally behind the Virginians." Desværre døde Barnard Bee under slaget, så man kunne ikke spørge ham om den nøjagtige ordlyd og heller ikke om betydningen af hans ord. Nogle forskere mener, at Bee i virkeligheden kritiserede Jackson for ikke at komme Bees mænd undsætning, men flertallet af forskere og alle kilder fra samtiden var alle enige om, at Bee mente det som en ros, at Jackson ikke trak sig tilbage. I hvert fald blev den fælles kamp vendepunktet i slaget, som endte med at sydstatstropperne i den sidste ende vandt slaget. Efter slaget fik Jackson tilnavnet ”Stonewall”, og brigaden blev ”Stonewall Brigade”. Efter slaget blev Jackson udnævnt til divisionschef og senere til chef for 2. Armé, men ”Stonewall Brigade” var – med skiftende chefer – underlagt hans kommando til hans død i maj 1863.

## Brigadens indsats i 1862
Da Jackson blev forfremmet til divisionschef og udnævnt til generalmajor, overtog brigadegeneral Richard B. Garnett kommandoen over Stonewall Brigade. Den 13. marts 1862 blev brigaden overflyttet fra Valley District til Army of the Potomac, der dagen efter blev omdøbt til Army of Northern Virginia under kommando af general Joseph E. Johnston. Jacksons division skulle operere i "The Valley", og i forbindelse med Jacksons Shenandoah kampagne led brigaden sit første og eneste nederlag i det første slag ved Kernstown den 25. marts 1862. Brigaden blev af Jackson sendt ud på en 60 kilometer lang march for at afskære en større nordstatsstyrke under ledelse af generalmajor Nathaniel P. Banks. Imidlertid havde Jackson fået fejlagtige oplysninger fra sin kavalerileder, Turner Ashby, om fjendens styrke. Ashby havde meddelt, at styrken bestod af fire regimenter, så Jackson beordrede Garnett til at angribe med Stonewall Brigade. Desværre viste det sig, at Ashbys informationer var helt forkerte. Bagtroppen af unionshæren under brigadegeneral James Shields, som Garnett angreb, bestod af en fuld division på 9.000 mand, dobbelt så mange som hele Jacksons styrke. Angrebet gik galt, og Garnett fandt sig selv næsten udgået for ammunition og angrebet fra tre sider, så han beordrede brigaden til at trække sig tilbage. Da Jackson hørte dette, blev han rasende over, at Garnett havde trukket sine tropper tilbage uden at have indhentet Jacksons tilladelse. Han fratog Garnett kommandoen over brigaden, arresterede ham, og beordrede ham stillet for en krigsret, anklaget for lydighedsnægtelse. Netop som retssagen var gået i gang, kom der ordre fra general Robert E. Lee, øverstkommanderende i sydstatshæren om, at Garnett skulle sættes på fri fod. Garnett blev overført til Picketts brigade i Longstreets division. Brigadegeneral Charles S. Winder overtog kommandoen over Stonewall Brigaden og bevarede denne under resten af Jackson Valley kampagne. Nederlaget ved Kernstown var det eneste nederlag i hele brigadens historie. I løbet af fire uger deltog brigaden i seks betydende slag og marcherede over 660 kilometer. Denne mobilitet (ikke mindst en march på næsten 100 kilometer på 51 timer), var en betydende årsag til brigadens, og Jacksons succes i "The Valley", og var ligeledes medvirkende til, at brigaden fil sit andet kælenavn: Jacksons Fodkavaleri.
Da Jacksons Shenandoah kampagne var slut, blev brigaden beordret til at assistere Robert E. Lee under Syvdagesslaget på Virginia halvøen (The Peninsula), og brigaden havde stor andel i Lees sejr. I august 1862 led brigaden store tab i slaget ved Cedar Mountain, og general Winder blev dræbt. Jackson fik personligt styr på sin gamle brigade og vandt slaget. Oberst William Baylor blev udnævnt til midlertidig brigadechef. Under det Andet slag ved Bull Run (Andet Manassas), led brigaden igen store tab. Den 30. august slog brigaden et angreb fra Nordstaternes lige så berømte Iron Brigade tilbage, men oberst Baylor blev dræbt, og oberstløjtnant Andrew Grigsby overtog kommandoen over brigaden. Grigsby kommanderede brigaden i Lees kampagne i Maryland og under slaget ved Antietam. Her mistede Jacksons division så mange ledende officerer, at ved dagens slutning var Grigsby de facto leder af hele divisionen. Jackson selv var på dette tidspunkt blevet udnævnt til chef for Sydstaternes 2. armé.
Grigsby blev ikke gjort til permanent leder af brigaden. Årsagen til dette er ikke kendt i dag, men Jackson udpegede brigadegeneral Elisha F. Paxton, der gjorde tjeneste i Jacksons stab som brigadechef, og Paxton kommanderede brigaden under slaget ved Fredericksburg. Under slaget var brigaden en del af Taliaferros division og kæmpede på Jacksons højre flanke. 
I løbet af 1862 havde brigaden i alt 1.200 døde og sårede og havde mistet to chefer, men var altså kun blevet besejret en enkelt gang.

## 1863
I 1863 kom brigaden for første gang i kamp under slaget ved Chancellorsville. Her indgik den i Isaac R. Trimbles division og deltog i Jacksons berømte march rundt om nordstatshærens højre flanke. Brigaden angreb bag J.E.B. Stuarts kavaleri og deltog i de meget hårde kampe langs Orange Plank Road. 600 af brigadens 2.000 mand blev dræbt eller såret, og blandt andre faldt general Paxton den 2. maj, samme dag som Jackson blev såret af ild fra egne tropper. Inden sin død en uge senere havde Jackson indstillet, at oberst James A. Walker blev udnævnt til brigadegeneral og overtog kommandoen over brigaden. Walker skulle blive den eneste af brigadens permanente chefer, der overlevede krigen.
Under slaget ved Winchester deltog brigaden i angrebet ved Stephenson's Depot, hvor den tog seks nordstatsregimenter til fange. Under slaget ved Gettysburg, var brigaden en del af Johnssons division og deltog i kampene om Culp’s Hill. 

## Brigadens endeligt
Brigaden deltog i 1864 i Slaget ved the Wilderness og i slaget ved Spotsylvania Court House. Her kæmpede brigaden på sydstatshærens venstre flanke ved "Bloody Angle", hvor de forsvarede sig mod et massivt angreb fra generalmajor Winfield S. Hancocks II korps. Hele brigaden, bortset fra 200 mand, blev dræbt, såret eller taget til fange. Blandt de tilfangetagne var divisionschefen Edward Johnson, og brigadechefen, general Walker, blev hårdt såret. Efter slaget blev brigaden, der stort set var udryddet, opløst, og der blev i stedet dannet et (ikke fuldtalligt) regiment, af de stadigt kampdygtige soldater.
Dette regiment blev gjort til en del af brigadegeneral William Terrys brigade. Denne brigade var, hvad der var tilbage af Stonewalls division, og regimentet kæmpede under generalmajor Jubal A. Early og deltog blandt andet i slaget ved Monocacy den 9. juli, da Early forsøgte at nå frem til og indtage Washington D.C.. Her var modstanderen brigadegeneral Lewis Wallace, der senere blev berømt som forfatter, ikke mindst af romanen Ben Hur. Early vandt slaget og nåede Washington D.C., men byens forsvar var blevet forstærket, og Early måtte trække sig tilbage. Earlys styrke blev til sidst besejret i Shenandoah kampagnen af generalmajor Philip Sheridans hær, og styrken sluttede sig til Lees styrker under belejringen af Petersburg og Lees Appomattox kampagne. Da Lee overgav sig til Ulysses S. Grant ved Appomattox Courthouse den 9. april 1865, var der kun 210 mand tilbage af de 6.000, der havde gjort tjeneste i brigaden i løbet af krigen. Heraf var der ingen officerer med højere end rang end kaptajn.

## Brigadens chefer
- Brigadegeneral Thomas J. Jackson (April 1861 til oktober 1861). Død 9. maj 1863 (såret ved Chancellorsville)
- Brigadegeneral Richard B. Garnett (marts til august 1862). Død 3. juli 1863 (Gettysburg)
- Brigadegeneral Charles S. Winder (August 1862). Død 9. august 1862 (Cedar Mountain)
- Oberst William Baylor (august 1862). Død 30. august 1862 (Andet Bull Run)
- Oberstløjtnant Andrew J. Grigsby (august til november 1862).
- Brigadegeneral Elisha F. Paxton (november 1862 til maj 1863). Død 2. maj 1863 (Chancellorsville)
- Brigadegeneral James A. Walker (maj 1863 til maj 1864).

Brigadegeneral William Terry (maj 1864 til 9. april 1865 – dog kun det regiment, der blev skabt af de overlevende fra brigaden efter slaget ved Spotsylvania Courthouse).
Grigsby, Walker og Terry døde i henholdsvis 1895, 1901, og 1897.
Udover de nævnte fungerede obersterne Lawson Botts og James W. Allen ganske kortvarigt som midlertidige chefer for brigaden, begge da den øverstbefalende var faldet, og indtil der blev udpeget en ny. Ogaå Lawson faldt under krigen, mens Allen overlevede denne.